# Ламм, Ингер-Лена
И́нгер-Ле́на Кристи́на Ламм, урождённая Ху́льтберг (род. 27 декабря 1942, Лунд, Швеция) — шведская математическая и медицинская физик в Университетской больнице Лунда. Прославилась в 1960-е годы как первая женщина в Швеции, получившая военное образование для поступления на службу военным лётчиком.

## Биография
Ингер-Лена Хультберг родилась и выросла в Лунде. Её отец был учителем, а мать — историком. Она с детства проявляла интерес к технологиям, интересовалась семейным автомобилем и мотоциклами. В старшей школе специализировалась на математике и работала над специальным проектом по аэродинамике. Изучая английский язык в Великобритании, она проводила свободное время, наблюдая за самолётами в аэропортах Кройдон и Биггин Хилл, известных своей деятельностью в военное время. Её первый полёт был в Швеции в старом двухместном Sk 16.
Ингер-Лена поступила на факультет физики в Лундском университете. Летом 1962 года она стала первой женщиной, которая была принята в лётную школу шведских ВВС в Вестеросе, где большую часть времени она проводила в центральной мастерской в качестве бортинженера. Единственная женщина в группе из 30, она вернулась в лётную школу летом 1963 года, а в 1964 году получила специальность бортинженера.
Однако вскоре стало очевидно, что она никогда не будет допущена к службе в ВВС. В результате она была вынуждена отказаться от карьеры авиатриссы и решила продолжить свои академические исследования, в конечном счёте получив степень доктора технических наук в Лундском университете. Впоследствии она работала физиком в университетской больнице Лунда, занималась исследованиями в области лечения раковых заболеваний, была научным консультантом вплоть до выхода на пенсию в 2010 году.